# Kiss Me, Guido
Kiss Me, Guido – niezależny amerykański film fabularny z 1997 roku.
Bohaterem filmu jest Warren, młody gej, poszukujący współlokatora. Na jego ogłoszenie, nadane w gazecie, odpowiada Włoch Frankie. Mężczyzna nie jest świadomy orientacji seksualnej swojego nowego współlokatora.
Powstały w 2001 roku sitcom Między nami facetami fabularnie bazuje na filmie Tony'ego Vitale'a.

## Obsada
- Anthony Barrile jako Warren
- Nick Scotti jako Frankie
- Anthony DeSando jako Pino
- Domenick Lombardozzi jako Joey
- Craig Chester jako Terry
- Molly Price jako Meryl
- Jennifer Esposito jako Debbie
- Bryan Batt jako Tino
- Dwight Ewell jako Usher
- Guinevere Turner jako wzburzona lesbijka